# Автобусные маршруты № 400

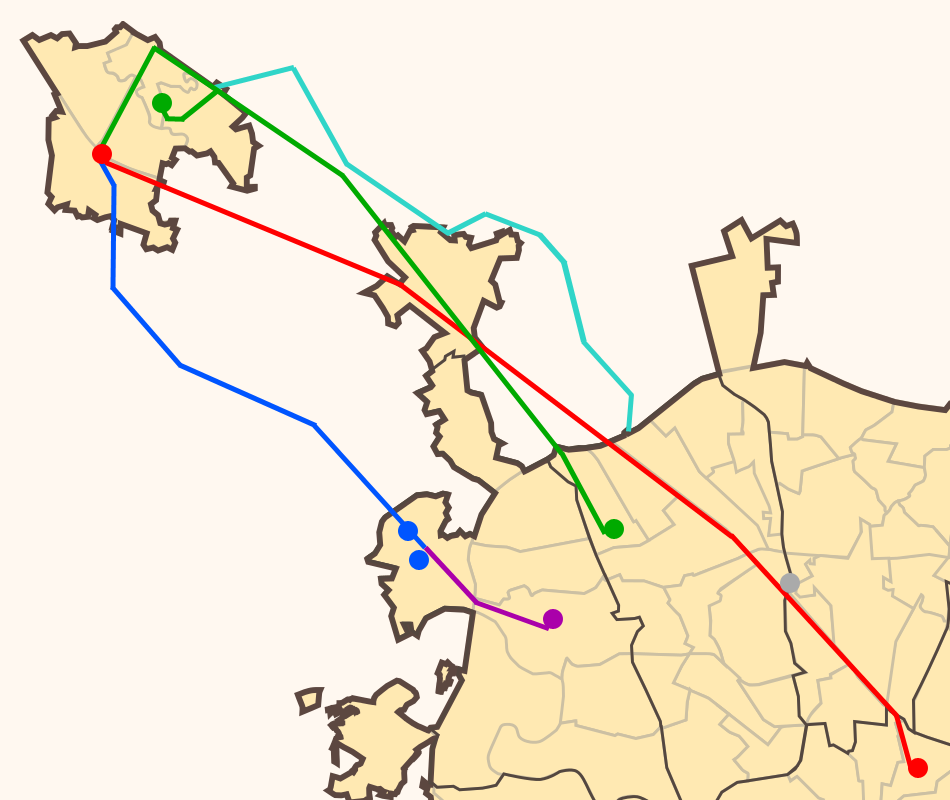
Маршруты автобусов № 400 (зелёная линия), № е41 (голубая), № 400к и № 400т (синяя и фиолетовые линии) в структуре четырёх основных транспортных потоков между Зеленоградом и Москвой

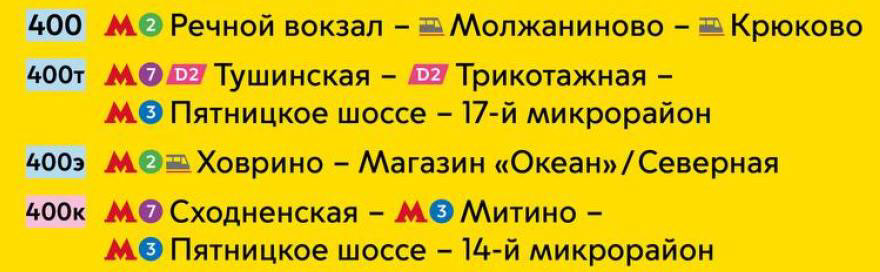
Ключевые остановки автобусных маршрутов № 400 (2022 год)

Авто́бусные маршру́ты № 400, е41, 400к и 400т — ряд автобусных маршрутов, соединяющих Зеленоградский административный округ с основной частью Москвы.
Сезонные летние маршруты Зеленоградского автокомбината № 400А и 400В, обеспечивающие подвоз от Зеленограда до мест отдыха на Истринском водохранилище, в данных ряд не входят.
Первый из маршрутов — № 400 (в обиходе — «четырёхсотый») — был открыт 21 марта 1966 года. Изначально использовалось только Ленинградское шоссе, впоследствии открыли маршруты по Пятницкому шоссе (с конца 2009 года) и автомобильной дороге М11 (в 2015 году).
Происхождение номера связано с тем, что на момент введения маршрута согласно схеме нумерации маршрутов Москвы 1961 года внутримосковские (городские) маршруты нумеровались от 1 до 299, пригородные от 300 до 399 (для парков Московской области) и от 500 до 599, и в этой схеме маршруту Зеленоград — Москва присвоили отдельно номер 400.

## Маршруты, движущиеся по Ленинградскому шоссе и автодороге М11
Автобусный маршрут № 400 до станции метро «Речной вокзал» был открыт 21 марта 1966 года с использованием автобусов ЛАЗ-697 «Турист».
Отправной остановкой до 2003 года на пути в Москву была площадь Юности — традиционный центр Зеленограда, а конечной остановкой на обратном пути (до 2017 года) — «Северная» (рядом с Зеленоградским автокомбинатом). В 2003 году в ходе реконструкции близлежащего 3-го микрорайона отправную остановку временно перенесли на Центральный проспект к остановке «Магазин „Океан“»; впоследствии это решение сохранили, как более удачное с точки зрения организации движения в центре города.
Изначально являлся экспрессом: основная часть пути проходит по Ленинградскому шоссе (с выездом на шоссе у 37-го км), и до конца 2006 года остановки производились только в Зеленограде (на нескольких остановках при движении в Москву и на всех при обратной движении) и в Москве (две — «Кинотеатр Нева» (по требованию, при движении в Москву) и «Станция метро „Речной вокзал“»).
6 ноября 2006 года был открыт маршрут № 400к (400-«красный»), который дублировал № 400 с той разницей, что отправлялся от остановки «14-й микрорайон» в районе Крюково (Новый город), следовал по Панфиловскому проспекту и выезжал на Ленинградское шоссе у мемориального комплекса «Штыки» (40-й км), а на собственно Ленинградском шоссе имел ряд остановок (в том время как № 400 остался экспрессом и продолжил следовать по шоссе без остановок). 24 марта 2007 года в связи с неполной загруженностью автобусов маршрут был несколько скорректирован: на пути в Москву, следуя по Панфиловскому проспекту, он стал сворачивать на Центральный проспект к остановке «Магазин „Океан“» и далее повторял маршрут № 400 (с выездом на Ленинградское шоссе у 37-го км), на обратном пути он также повторял маршрут № 400 до остановки «1-й торговый центр», после которой сворачивал на Панфиловский проспект, следуя к своей конечной остановке. 27 декабря 2009 года маршрут 400к был переведён на сообщение со станцией метро «Митино» по Пятницкому шоссе (см. далее раздел Автобусный маршрут № 400к).
В связи с переводом маршрута 400к на движение по Пятницкому шоссе у жителей округа исчезла возможность выхода на остановках на Ленинградском шоссе, и 15 февраля 2010 года по просьбам жителей округа № 400 был разделён на два варианта — поостановочный (№ 400) и экспресс (№ 400э); поостановочный вариант предполагал как высадку, так и посадку пассажиров на оборудованных остановках на Ленинградском шоссе. С 25 августа того же года экспресс-вариант (№ 400э) также стал делать несколько остановок на Ленинградском шоссе, но только по требованию и только под высадку.
1 июля 2015 года маршрут № 400э был переведен на схему движения через открытый участок строящейся платной скоростной автомобильной дороги М11 («новая» Ленинградка), без остановок на изменённом участке.
31 декабря 2017 года маршруту № 400э добавили промежуточную остановку у открывшейся новой станции метро «Ховрино», а 22 декабря 2018 года эта остановка стала конечной. Почти тогда же, 20 декабря 2018 года, уже поостановочному маршруту № 400 добавили промежуточную остановку у открывшейся новой станции метро «Беломорская».
29 июля 2017 года для компенсации маршрутов коммерческих перевозчиков, ликвидированных в рамках реформы системы общественного транспорта Москвы, отправная остановка на пути в Москву и конечная остановка на обратном пути для маршрута № 400 были перенесены к станции Крюково.
4 февраля 2023 года маршрут № 400э был переименован в № е41 согласно формату скоростных автобусных маршрутов Москвы.

## Маршруты, движущиеся по Пятницкому шоссе

### Автобусный маршрут № 400к
В конце 2009 года в связи с планами по открытию новой станции метро «Митино» для улучшения сообщения Зеленограда с Москвой планировалось открыть новый автобусный маршрут № 500, который бы следовал не по Ленинградскому, а по Пятницкому шоссе. Однако незадолго до открытия было решено не вводить новый маршрут № 500, но перенаправить на него с 27 декабря 2009 года маршрут 400к.
Изначально следовал до станции метро «Митино», останавливаясь также у станции метро «Пятницкое шоссе» (в обоих направлениях). 29 июля 2017 года маршрут был продлён до метро «Сходненская» (с сохранением остановок у станций метро «Митино» и «Пятницкое шоссе»).

### Автобусный маршрут № 400т
Автобусный маршрут № 400т (400-«Тушино») открыт 11 февраля 2013 года и изначально во многом повторял маршрут № 400к с той разницей, что отправлялся из 16-го микрорайона, делал остановку у станции «Крюково» и следовал через район Митино к станции метро «Тушинская» и платформе Тушинская (ныне в составе МЦД-2) без заезда к станции метро «Митино», но с остановкой у станции метро «Пятницкое шоссе» и платформы Трикотажная (МЦД-2). 30 июня 2020 года конечную остановку в Зеленограде перенесли из 16-го микрорайона в новопостроенный 17-й микрорайон.

## Статистические данные
| №               | Декабрь 2018 | Примечания            |
| --------------- | ------------ | --------------------- |
| 400             | 25           |                       |
| 400э (будни)    | 36           | +4 с ноября 2019 года |
| 400э (выходные) | 17           |                       |
| 400к            | 19           |                       |
| 400т            | 32           |                       |

## Оплата проезда
Оплата проезда между Зеленоградом и Москвой осуществляется по правилам переезда между тарифными зонами «А» и «Б»: действуют билеты «Единый» на 1 или 2 поездки (на 2023 год — 62 или 124 рубля), билет «Единый» на 60 поездок с записью на карту «Тройка» (2730 рублей, или 45,5 рубля за одну поездку), оплата с помощью бесконтактной банковской карты или смартфона для однократной поездки (56 рублей), безлимитный проездной билет на 30 дней (2300 рублей). Также действует бесплатный проезд по социальной карте москвича и льготный проезд для учащихся и студентов по льготным проездным билетам на 30 и 90 дней на наземный городской пассажирский транспорт, единым для всей Москвы и привязанным к соответствующим социальным картам.
При движении внутри Зеленограда действуют также все варианты прочих проездных документов тарифной зоны «А» для наземного городского пассажирского транспорта — билет «Кошелёк» на карте «Тройка» (50 рублей), билеты «Единый» без лимита поездок на 1, 3, 30, 90 и 365 дней, билеты «Автобус — трамвай» без лимита поездок на 30, 90 и 365 дней.

## Подвижной состав
В начале 2020 года маршруты начали переводить на использование автобусов НефАЗ-5299.